# Monimiaceae
Monimiaceae is een botanische naam, voor een plantenfamilie in de bedektzadigen. Een familie onder deze naam wordt algemeen erkend door systemen van plantentaxonomie, en ook door het APG-systeem (1998) en het APG II-systeem (2003).
Het zijn houtige planten, van lianen tot bomen, die voorkomen in warme en tropische gebieden van het zuidelijk halfrond. De familie bestaat uit tussen de honderd en tweehonderd soorten, verdeeld over zo'n twee dozijn geslachten. Ze komen voor in warme en tropische gebieden van het zuidelijk halfrond.
Wel verschillen de opvattingen over welke planten tot deze familie gerekend moeten worden: veelal werden hierbij inbegrepen de planten die door APG worden afgesplitst als de families Atherospermataceae en Siparunaceae.
APG II plaatst deze planten in de clade Magnoliiden, waarmee ze dus expliciet uitgesloten zijn van de 'nieuwe' Tweezaadlobbigen.